# Telegrafisten
Telegrafisten er en norsk-dansk dramafilm fra 1993 instrueret af Erik Gustavson. I hovedrollerne ses blandt andre Bjørn Floberg, Marie Richardson, Jarl Kulle og Ole Ernst med flere. Filmen er baseret på romanen Sværmere fra 1904 af Knut Hamsun.

## Handling
Kærlighedsdrama fra et fiskerleje i Nordnorge i 1903. Byens telegrafist og opfinder har kastet sin kærlighed på datteren af fiskelimsfabrikanten. Efter at telegrafisten har opfundet en ny fiskelim, lykkes det ham at blive accepteret og vinde pigens hjerte.

## Medvirkende
- Bjørn Floberg som Ove Rolandsen
- Jarl Kulle som Mack
- Marie Richardson som Elise Mack
- Ole Ernst som kaptajn Henriksen
- Kjersti Holmen som Jomfru van Loos
- Bjørn Sundquist som Levion
- Svein Sturla Hungnes som pastor
- Elisabeth Sand som pastorens kone
- Camilla Strøm Henriksen som Olga
- Johan H. Kjellgren som Fredrik
- Knut Haugmark som Enok
- Reidar Sørensen som Ulrik
- Maria Bonnevie som Pernille
- Gørild Mauseth som Ragna
- Per Jansen som telegrafinspektør